# Cantó de Saint-Dié-des-Vosges-Est
El cantó de Saint-Dié-des-Vosges-Est és un cantó francès del departament dels Vosges, situat al districte de Saint-Dié-des-Vosges. Té 15 municipis i part del de Saint-Dié-des-Vosges.

## Municipis
- Ban-de-Laveline
- Bertrimoutier
- Coinches
- Combrimont
- Frapelle
- Gemaingoutte
- Lesseux
- Nayemont-les-Fosses
- Neuvillers-sur-Fave
- Pair-et-Grandrupt
- Raves
- Remomeix
- Saint-Dié-des-Vosges (part)
- Sainte-Marguerite
- Saulcy-sur-Meurthe
- Wisembach

## Història
| Data d'elecció                           | Identitat         | Partit                                  | Qualitat |
| ---------------------------------------- | ----------------- | --------------------------------------- | -------- |
| 1945-1949                                | M. Goguel         | Divers droite                           |          |
| 1949-1961                                | M. Schaeffer      | RPF, després RS, després sense etiqueta |          |
| 1962-1967                                | M. Ulrich         | UNR, després divers droite              |          |
| 1967-1979                                | Pierre Noël       | PSU, després PS                         |          |
| 1979-1989                                | Christian Pierret | PS                                      |          |
| 1998-2004                                | Serge Vincent     | PS                                      |          |
| 2004-                                    | Roland Bedel      | UMP, després NC                         |          |
| les dades anteriors no són pas conegudes |                   |                                         |          |
|                                          |                   |                                         |          |

## Demografia
| A partir de 1990: Població sense dobles comptes |